# Йостербюму
Йостербюму (на шведски: Österbymo) е малък град в югоизточна Швеция, лен Йостерйотланд. Главен административен център на община Юдре. Намира се на около 270 km на югозапад от столицата Стокхолм и на 93 km на югозапад от Линшьопинг. Основан е през 1720 г. Имал е жп гара. Населението на града е 834 жители според данни от преброяването през 2010 г.